# Клейнер, Георгий Борисович
Гео́ргий Бори́сович Кле́йнер (род. 8 мая 1946, Иваново) — советский и российский экономист, профессор (1991), член-корреспондент РАН (2003), действительный член РАЕН (1996), руководитель Отделения моделирования производственных объектов и комплексов Центрального экономико-математического института (ЦЭМИ), заведующий кафедрой Институциональной экономики Института экономики и финансов ФГБОУ ВО «Государственный университет управления», заведующий кафедрой общей и прикладной экономики Института экономики ГАУГН, профессор кафедры математических методов анализа экономики экономического факультета МГУ, член Экспертного совета ВАК РФ по экономике, научный руководитель стратегических инициатив и проектов научно-интеграционного объединения «АБАДА». Также заведующий кафедрой «системный анализ в экономике» Финансового университета при Правительстве РФ.

## Биография
Родился в семье Бориса Исаевича Клейнера (25 июля 1920 город Харьков — 5 мая 1989 город Иваново) и Александры Абрамовны Златкиной.
Окончил с отличием механико-математический факультет МГУ по кафедре алгебры (1969). Ученик Е. С. Голода. С 1969 по 1991 год работал в Институте электронных управляющих машин, затем — заведующий лабораторией, заведующий отделением, заместитель директора ЦЭМИ РАН.
В 1972 году защитил кандидатскую диссертацию «О плюккеровых свойствах колец», в 1988 году — докторскую диссертацию «Методология системного моделирования отраслевых производственных комплексов».

## Область научных интересов
Микроэкономика, наноэкономика, экономика фирмы, проблемы развития экономики знаний, институциональная экономическая теория, моделирование производственно-финансовых процессов. Автор более 460 опубликованных научных работ.
Основные научные результаты: предложил периодизацию послевоенного экономического развития России; обосновал концепцию современного этапа эволюции экономики России; выявил взаимосвязь «экономики физических лиц» и бартерной экономики; выдвинул концепцию взаимных ожиданий экономических агентов, показал роль этой системы на микро- и макроэкономическом уровне экономической динамики; выявил основные институциональные факторы стабилизации общественного движения; разработал новую концепцию предприятия в переходный период; создал системно-интеграционную теорию предприятия; провел масштабные обследования предприятий России; разработал программу глубокой реформы промышленных предприятий России; создал концепцию многоуровневого стратегического планирования; исследовал эволюцию и развил концепцию формирования и трансформации институциональных систем; уточнил понятие наноэкономики.
Является экспертом Московского экономического форума.

## Награды
- Орден Дружбы (2024)[5]
- Медаль ордена «За заслуги перед Отечеством» I степени (2014)[6]
- Премия имени В. С. Немчинова РАН (2002).

## Основные труды
- Производственные функции: теория, методы, применение — М.: Финансы и статистика, 1986;
- Деловой успех — М.: Культура, 1991;
- Реформирование предприятий: возможности и перспективы // Общественные науки и современность, 1997, № 3;
- Особенности процессов формирования и эволюции экономических институтов в России. — М., 2001;
- Эволюция экономических институтов в России. — М., 2003;
- Институциональная структура предприятия и стратегическое планирование. — М., 2004;
- Микроэкономика знаний (совместно с В. Л. Макаровым). — М., 2007;
- Стратегия предприятия. — М., 2008.